# Stories of Our Lives
Stories of Our Lives (en español: Historias de nuestras vidas) es una película keniana, estrenada en 2014. Creada por los miembros de The Nest Collective, un colectivo artístico con sede en Nairobi, la película es una antología de cinco cortometrajes que dramatizan historias reales de la vida LGBT en Kenia. 

## Producción
Stories of Our Lives comenzó como un proyecto de documentación del Nest Collective. El colectivo viajó por Kenia y grabó entrevistas de audio con personas que se identificaron como parte del colectivo LGBTIQ. Estas grabaciones formaron la base para las viñetas cinematográficas. Los 15.000 dólares que se recaudaron para la película provinieron de Uhai/EASHRI, un fondo de derechos sexuales de África Oriental con sede en Nairobi, y fue filmada por el colectivo durante un período de ocho meses utilizando una sola cámara de video DSLR Canon.

## Lanzamiento
Debido a que la situación legal de la homosexualidad en Kenia podría haber puesto a los miembros del colectivo en riesgo de arresto, así que permanecieron anónimos en los créditos de la película. Cuando la película se estrenó en el Festival Internacional de Cine de Toronto de 2014 en septiembre de 2014, tres de los miembros del colectivo ( Jim Chuchu, George Gachara y Njoki Ngumi ) optaron por revelar sus nombres en una entrevista con el periódico LGBT de Toronto Xtra!.

### Controversia
La Junta de Clasificación de Películas de Kenia rechazó la distribución y proyección de la película en el país, con el argumento de que la película "promueve la homosexualidad, lo cual es contrario a las normas y valores nacionales". El productor ejecutivo Gachara fue posteriormente arrestado bajo cargos de violar la Ley de Cine y Obras de Teatro del país al supuestamente filmar la película sin una licencia del Departamento de Servicios Cinematográficos de Kenia. Los cargos contra Gachara fueron retirados en marzo de 2015, aunque la película sigue prohibida en Kenia.

### Respuesta crítica
Stories of Our Lives recibió críticas positivas. Las reseñas del Huffington Post describieron la película como un "retrato íntimo y magistral de la comunidad LGBT de Kenia" y "una de las películas más triunfantes e impactantes del año". Las reseñas de IndieWire también describieron la película como "una hermosa película sobre el amor, sobre la humanidad, sobre una de las muchas facetas de lo que significa ser africano". 
La película ganó el Premio del Jurado del Teddy Award en el 65º Festival Internacional de Cine de Berlín y quedó segunda en el Premio del Público Panorama.
En una entrevista de 2024, el productor sudafricano Steve Markovitz informó que diez años después de su lanzamiento, Stories of our Lives seguía siendo reservada para festivales, otras proyecciones y videos a pedido, y seguía generando ingresos.

## Banda sonora
La banda sonora original de la película y algunas canciones fueron compuestas y producidas por el director de la película, Jim Chuchu. Las pistas de Jim Chuchu se lanzaron como descarga gratuita en Bandcamp el 24 de septiembre de 2014.